# Ruischerbrugster of Bruininga's molenpolder
De Ruischerbrugster of Bruininga's molenpolder is een voormalig waterschap (molenpolder) in de Nederlandse provincie Groningen.
Het oudste bewijs van het bestaan van deze polder is uit 1408, toen deze werd ingelaten (= zich aansloot) bij het Winsumer- en Schaphalsterzijlvest. Bij de oprichting van Hunsingo in 1856 kwam de polder dan ook binnen dit waterschap te liggen, hoewel de molen uitsloeg op het Damsterdiep. Een eerdere poging in 1830 de polder toe te voegen aan de Drie Delfzijlen was mislukt. Bij de oprichting van Fivelingo (1872) werd de grens gewijzigd en kwam het binnen dit schap te liggen.
Het waterschap lag tussen het Damsterdiep in het zuiden, waar ook de molen op uitsloeg, en de Zuiderpolder. De oostgrens lag bij de nu gedempte Borgsloot, de westgrens op de Dwarsdijk. Tegenwoordig wordt 60% van het grondgebied ingenomen door de Groningse wijk Lewenborg.
Waterstaatkundig gezien ligt het gebied sinds 2000 binnen dat van het waterschap waterschap Noorderzijlvest.